# Yves Guillemot
Yves Guillemot (Carentoir, 21 luglio 1960) è un imprenditore francese, noto per essere l'attuale CEO della casa produttrice di videogiochi Ubisoft.

## Biografia
Nato il 21 luglio 1960 a Carentoir, in Francia, fu il cofondatore di Ubisoft nel 1986, in collaborazione con i suoi quattro fratelli Claude, Michel, Gérard e Christian. Yves Guillemot è il dirigente di Ubisoft dalla fondazione della compagnia.
Eccelse nel campo della dirigenza della casa di sviluppo, che diventò presto la più prestigiosa in Francia e si distinse a livello internazionale sino a raggiungere il livello attuale, tra le più riconoscibili al mondo.